# María Herrera
María Herrera Muñoz (Oropesa, Toledo, 26 de agosto de 1996) es una piloto española de motociclismo. Actualmente compite en la  Copa Mundial de MotoE con el equipo Aspar Teamy también como "Wild Card" durante toda la temporada en el primer campeonato FIM Women's Motorcycling World Championship (acortado como WorldWCR) en el equipo Klint Forward Factory Team con una Yamaha YZF-R7.

## Biografía

### Comienzos
Su padre, un aficionado al motociclismo, el cual actualmente compite en la Kawasaki Z Cup perteneciente al FIM CEV Repsol, transmitió a sus dos hijas desde muy pequeñas, la pasión por el motociclismo. La hermana de María tenía una KTM 50 que su padre le había comprado, y desde los 5 años de edad, María quería una moto como la de su hermana. Sus padres, no lo dudaron ni un instante, y le compraron una moto también a María. Desde 2004, María ha estado compitiendo en diferentes campeonatos de motociclismo, desde la Cuna de Campeones cuando hizo su debut en 2004, pasando por el Campeonato Mediterráneo de Velocidad y el Campeonato de España de Velocidad, hasta llegar a la categoría de Moto3 del Campeonato del Mundo de Motociclismo.

### Temporada 2011
En 2011, María participa en el CMV (Campeonato Mediterráneo de Velocidad), compitiendo con el equipo Circuito Albacete. María se proclama campeona de la temporada 2011 del CMV, con tan solo 15 años y 9 días, consiguiendo seis victorias, cinco podios, dos poles, dos vueltas rápidas y un total de 111 puntos.

### Temporada 2012: Una temporada marcada por las lesiones
El 1 de abril de 2012, debuta en el CEV con tan solo 15 años y 222 días, en el circuito de Jerez, con el equipo Monlau Competición, finalizando su primera carrera en 23.ª posición, tras clasificar en la 13.ª posición. Su primer resultado remarcado, llega en el Circuito de Albacete, sexta prueba del campeonato, en la que tras partir en parrilla desde la 20.ª posición, finaliza en 15.ª posición, que le otorga su primer punto en el Campeonato de España. En dicha temporada de debut en el CEV, finalmente María acaba en 30.ª posición con tan solo un punto en su casillero, en una temporada marcada por las continuas lesiones, no obstante, Emilio Alzamora sigue confiando en ella para la siguiente temporada.

### Temporada 2013: Haciendo historia
El 28 de abril de 2013, aterriza en el equipo Junior Team Estrella Galicia 0,0, quedando en la primera carrera de la temporada en 11.º posición, tras partir desde la 40.ª posición. Los buenos resultados no tardarían en llegar, pues en la tercera carrera de la temporada, disputada en el circuito de Motorland Aragón y tras partir desde la tercera plaza de la parrilla, consiguió imponerse al español Jorge Navarro por tan solo 0.085 s, consiguiendo así su primera victoria, y haciendo historia, al ser la primera mujer que ganó una carrera en el CEV.
En la temporada 2013, también consiguió ganar en el circuito de Navarra, además de ser piloto Wild Card en la categoría de Moto3 del Campeonato del Mundo de Motociclismo en el GP de Aragón, donde consiguió su primera victoria en el CEV, aunque tras una espectacular salida, una caída en la primera vuelta evitó que demostrase su talento. Sin embargo, tras la caída, volvió a subirse a su moto y cruzó la línea de meta en 29.º posición, habiendo quedado 18.º en el Warm-Up esa misma mañana. Por último, consiguió llegar a la última carrera liderando la clasificación con claras posibilidades de ganar el Campeonato de España. Finalmente, sufrió una caída, y fue el francés Fabio Quartararo el que se alzase con el campeonato con tan solo 14 años.

### Temporada 2014: Pérdida de confianza

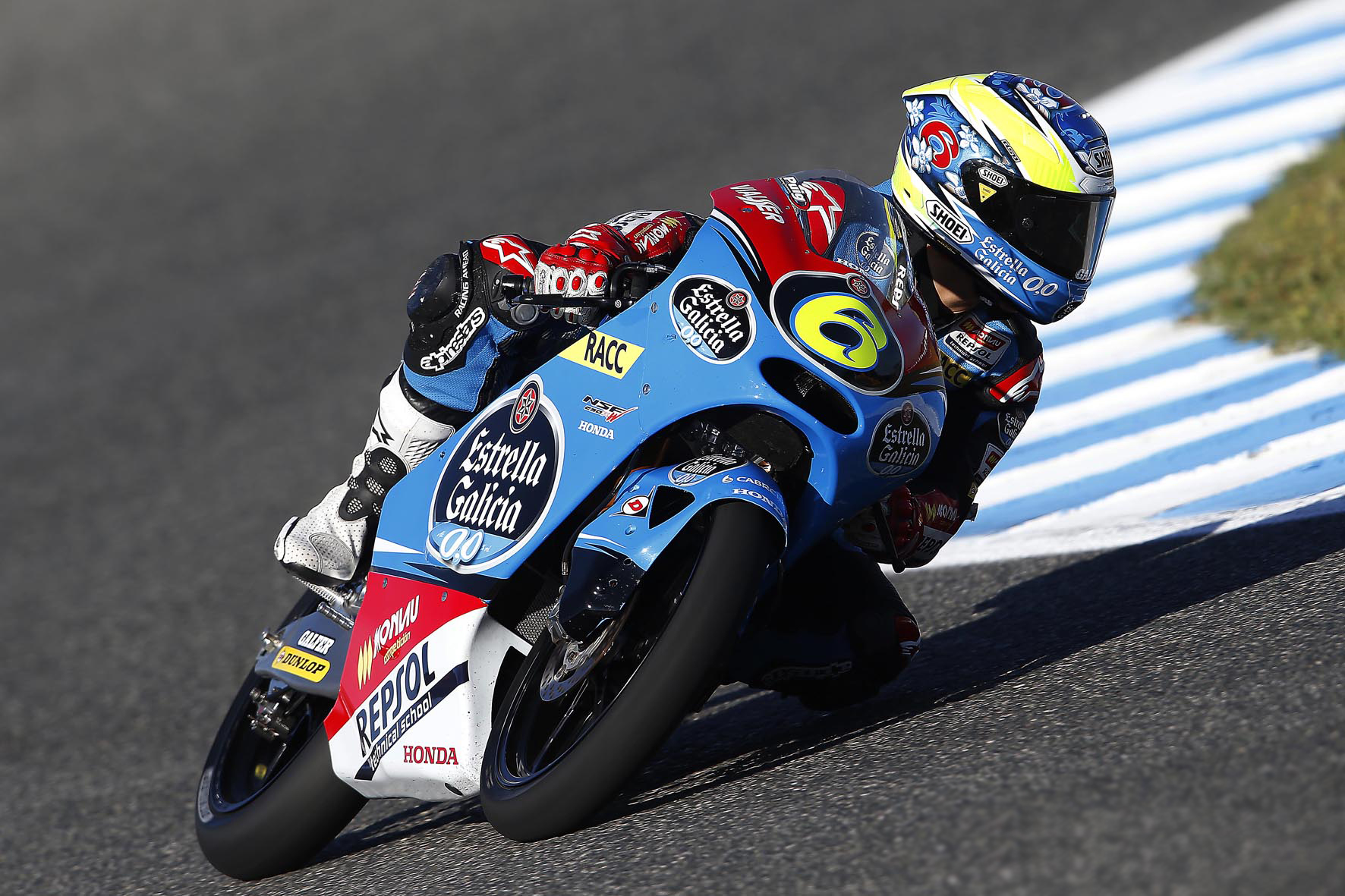
María Herrera en los FP3 del sábado del GP Jerez 2014 de Moto3 con el Junior Team EG 0,0

Para la temporada 2014, María Herrera vuelve a correr con el equipo Junior Team Estrella Galicia 0,0, teniendo como compañero al vigente campeón de España de 2013, Fabio Quartararo. En la primera cita del campeonato, disputada en el Circuito de Jerez, María consiguió ser segunda en la primera carrera, por detrás de su compañero de equipo, y consiguiendo la primera victoria de la temporada en la segunda carrera por delante de su compañero de equipo, por tan solo 0.011 s. Consiguió ser piloto Wild Card en el GP de Jerez del Mundial, en la categoría de Moto3, partiendo desde la 16.ª posición, y cruzando la meta en 17.ª plaza (aunque llegando a rodar en 12.ª posición por delante de muchos pilotos mundialistas) quedando a tan solo dos posiciones de conseguir sus primeros puntos en el Campeonato del Mundo de Motociclismo, en su segunda carrera como Wild Card.
Tras la gran lucha entre María Herrera y Fabio Quartararo en Jerez, el CEV llega al Circuito de Le Mans, situado en la ciudad francesa de Le Mans, donde María Herrera clasificó en cuarta posición al ser la más rápida en los primeros entrenamientos clasificatorios, y sufrir una caída en los segundos entrenamientos clasificatorios que impidieron que atacase el tiempo de la pole. La carrera fue acortada a nueve vueltas tras una primera salida accidentada en la que se vieron involucrados los pilotos Makar Yurchenko, Davide Pizzoli, Boulom Enzo y Marlon Velandia. En la segunda salida, María se consigue colocar en tercera posición, y más tarde adelantar hasta la segunda plaza, pero en la segunda vuelta se va al suelo tras sufrir un high side al intentar recortarle terreno a su compañero Fabio Quartararo, que lideraba la carrera, y finalmente se alzó con la victoria.
Llega el fin de semana del GP de Aragón, en el que María parece no encontrar el ritmo en la clasificación, donde queda 10.ª en la QP1, y 8.ª en la QP2, siendo finalmente 9.º en la combinada. El domingo por la mañana, en el Warm Up, queda en primera posición con una ventaja de tan solo 0.072 s sobre el español Jorge Navarro. En la carrera, María llegó a rodar en tercera posición tras arriesgar vuelta a vuelta por intentar pasar al segundo grupo compuesto por más de siete pilotos, aunque al conseguir liderar dicho grupo y colocarse en tercera plaza, un pequeño susto la retrasó nuevamente hasta la 8.ª posición, teniendo nuevamente que remontar. Finalmente cruzó la línea de meta en 6.ª posición, y consiguiendo así diez puntos que la mantienen tercera en el campeonato, aunque a una distancia bastante considerable de su compañero de equipo Fabio, que lidera la clasificación al sumar su tercera victoria de la temporada, en Aragón.
Tras el fin de semana complicado en Aragón, María Herrera afronta su segundo participación como Wild Card en el Mundial de Moto3 en 2014 en el Circuito de Montmeló, donde durante todo el fin de semana tuvo problemas de adaptación al circuito, trabajando en las trazadas desde los primeros libres, para poder conseguir un buen tiempo en la clasificación, donde consigue ser 24.ª, y consiguiendo el 15.º mejor crono en el Warm Up del domingo por la mañana. En la carrera, María intenta apurar la frenada en la curva 10 para adelantar al malayo Hafiq Azmi, pero éste se cierra y María no consigue evitar el contacto, quedando ambos fuera de carrera. En el accidente, María sufrió un golpe en el tobillo, aunque en principio quedó descartada una lesión grave según informaba Antonio Herrera, padre de la piloto, en su Twitter personal "Cómo está nuestra campeona, espero que ese tobillo se recupere pronto, pasará revisión médica. @MariiaHerrera_6".
A la semana siguiente de su segunda participación en el Mundial de Moto3, María corre nuevamente en el Circuito de Montmeló, pero en esta ocasión en el CEV. Llega con el tobillo tocado, tras la caída en carrera la semana antes. Nuevamente todo el fin de semana con algunos problemas para rodar rápido, aunque ya en los primeros libres consiguió rebajar su tiempo de clasificación en el Mundial. El sábado en la clasificación, consigue un tiempo de 1:51:335, siendo la tercera mejor de su grupo y saliendo en quinta posición en la parrilla de salida del domingo. En el Warm Up, tan solo puede ser 11.ª con un tiempo de 1:53.440 a 0.934 del primer clasificado. Finalmente, en la primera carrera, y tras una espectacular salida colocándose en segunda posición tras su compañero de equipo Fabio Quartararo, tiene un toque en la primera curva con el argentino Gabriel Rodrigo y se va al suelo quedando fuera de carrera. En la segunda carrera, vuelve a partir en quinta posición, y vuelve a realizar una gran salida, aunque finalmente con una moto que en el último paso por la recta de meta antes del banderazo final, es adelantada por hasta cinco pilotos, tan solo consigue ser octava, consiguiendo un pequeño botín de puntos.
Seguidamente, tras una semanas de parón, se disputa el Gran Premio de Albacete, en la que María tan solo puede ser 14.ª en parrilla, finalizando la carrera en novena posición, justo antes del largo parón veraniego, que constará de dos meses hasta la disputa de la siguiente carrera. A finales de agosto se realiza unos Test en el Circuito de Navarra a los que María no puede asistir, lo que hará que haya rodado menos que el resto de participantes de cara al gran premio, que se disputa el primer fin de semana de septiembre. María acaba en el décimo lugar en la combinada, por lo que saldrá desde la cuarta línea de la parrilla de salida. La carrera se disputaría a 17 vueltas, pero momentos antes de la salida, la moto de su compañero de equipo Fabio Quartararo que sale desde la 'pole', se para y tras él, otros muchos pilotos de la parrilla. Se decide dar una vuelta extra de calentamiento, quedando acortada la carrera a 16 vueltas. Al poco del relanzamiento de carrera, el piloto Remy Gardner sufre un highside y es atropellado por Gabriel Rodrigo, aunque el piloto australiano consigue salir por su propio pie; por este hecho, la organización decide sacar la bandera roja y parar la carrera. La carrera vuelve a ser acortada, en este caso se deben disputar nueve vueltas. María consigue cruzar la línea de meta en séptima posición y colocarse quinta en el campeonato.
Tras un largo parón, el CEV llegaba a su recta final, donde antes del último GP en Valencia, tenían que correr en el Circuito de Algarve (Portimao). María volvió a tener problemas de adaptación y solo pudo ser 24.ª en la combinada, teniendo que abandonar la carrera en la primera vuelta por un problema mecánico en su moto.

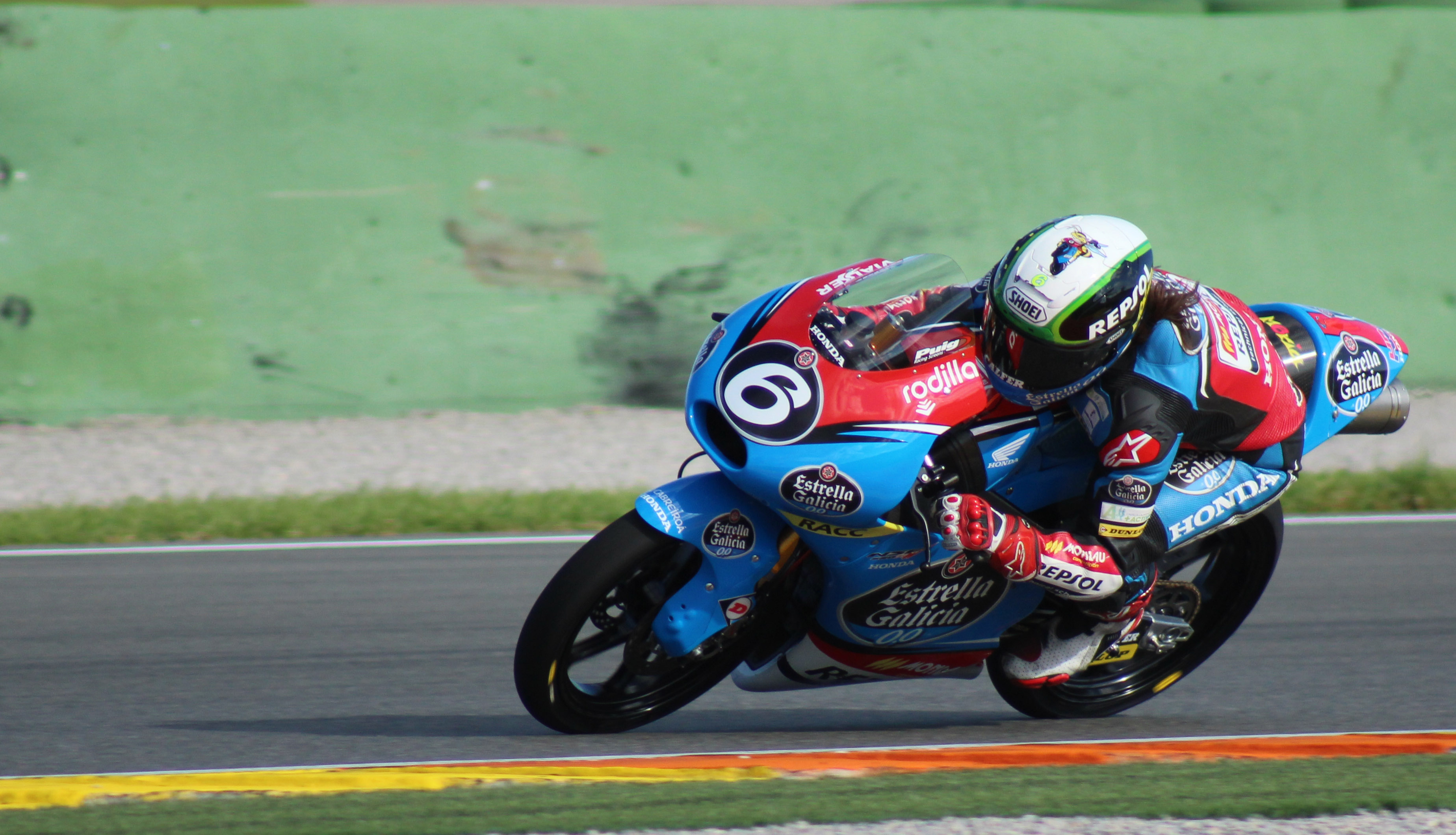
María Herrera en los FP3 del sábado de su último GP en el CEV en el GP de Valencia 2014

Una semana más tarde disputó el GP de Valencia del Campeonato del Mundo de Motociclismo donde clasificó 31.ª debido a una caída que le provocó un piloto. En la carrera consiguió realizar una buena salida que le permitió hacer una buena remontada en los primeros metros que se vería frustrada debido a que un piloto se cayó por delante de la oropesana y María le impactó provocando la rotura de la palanca de cambio, sin embargo, consiguió acabar 27.ª.
Finalmente llegaba a su última carrera en el CEV al Circuito Ricardo Tormo de Valencia, donde, desde el primer momento, dejaba ver sus ganas de volver a creer en sí misma y recuperar la confianza perdida a lo largo de la temporada. En su grupo de clasificación consiguió ser sexta, y partiendo finalmente desde la 12.ª posición en la combinada de tiempos. En la primera carrera consiguió realizar una gran remontada finalizando en quinta posición, aunque en la segunda carrera se cayó al suelo cuando rodaba cuarta, teniendo que abandonar. Más tarde declaró ante la prensa que "el viento me ha levantado la rueda delantera y he perdido 'grip', sin embargo, acabó con buenas sensaciones de cara a la próxima temporada".

### Temporada 2015: Salto al Mundial como piloto oficial
El 8 de noviembre de 2014 durante el Gran Premio de la Comunidad Valenciana del Campeonato del Mundo de Motociclismo donde María Herrera corría como Wild Card, el equipo Husqvarna Factory Laglisse, antiguo Team Calvo, confirmaba a la toledana como piloto oficial en el Mundial para la temporada 2015. Los días 17 y 18 de noviembre realizaba sus primeros test sobre la Husqvarna que pilotaría en la temporada 2015, en el Circuit de Valencia.
La temporada comenzaba en Catar con un debut (sin contar los anteriores Wild Card) bastante bueno, donde comenzaba a rodar en circuito desconocidos para ella y finalizaba la carrera en 22.ª posición.
La toledana tendría una muy buena actuación en el Gran Premio estadounidense de las Américas, donde consiguió finalizar 17.ª, quedándose a las puertas de los puntos e igualando su mejor posición en el Mundial (GP de Jerez de 2014).
En Argentina no tendría la misma suerte, ya que se quedó fuera de carrera en los primeros compases de la misma tras un toque con el piloto local, Gabri Rodrigo.
María llegaba a Jerez con muchas ganas de quitarse el mal sabor de boca que le quedó en Argentina, colocándose en parrilla en 24.ª posición. En la salida conseguiría remontar hasta posiciones cercanas a los puntos, pero en la tercera vuelta María Herrera sufrió una caída tras intentar adelantar por fuera a Niklas Ajo. La piloto sufrió una contusión en el pie derecho, pero conseguiría rodar en los test de Moto3 que había programados para la siguiente semana de la carrera. María aseguró que "sabía que las primeras vueltas eran muy importantes para que no se escapase el segundo grupo y para intentar luchar con ellos", sin embargo, se lamentaba de haberse "precipitado un poco en la tercera vuelta tratando de adelantar por fuera a Ajo".
En el GP de Francia, circuito donde comenzaría 'su peor temporada' en 2014 en el CEV, María conseguía su mejor clasificación al ser undécima. Al comienzo de la carrera conseguía mantenerse en los puntos, sin embargo, poco a poco comenzó a perder posiciones y pasaría a mantener una lucha con Ana Carrasco por la 18.ª posición. Finalmente, María acabaría en 19.ª posición tras perder la batalla con la otra piloto española. La piloto ponía en su cuenta de Twitter "Reset y a Mugello".
A pesar de la motivación y las ganas de la toledana, esta tendría problemas de adaptación en el circuito italiano. En clasificación solo pudo ser 27.ª, sin embargo, en carrera consiguió encontrarse mejor y acabar en una meritoria 21.ª plaza en el Circuito de Mugello.
Tras la decepción en el Gran Premio de Italia, María tenía ganas de recuperar su buen ritmo y conseguir grandes cosas en el GP de casa en el Circuito de Montmeló. La oropesana conseguía clasificar en 14.ª posición en la clasificación del sábado y conseguiría aguantar en la 15-ª posición al final de la carrera, pese a rodar en posiciones cercanas al top 10, consiguiendo así su primer punto mundialista, siendo la quinta mujer en la historia del motociclismo que lo hace.
Tras su primer punto en el circuito catalán, la piloto toledana llegaba a Assen con esperanzas de conseguir adaptarse a un nuevo circuito y conseguir la mejor posición posible, y vaya si lo hizo. Consiguió clasificarse en 13.ª posición y realizó una carrera excepcional llegando a rodar hasta en octava plaza. Pese a todo, el piloto italiano Niccolò Antonelli alcanzó lateralmente a la piloto tras una imposible apurada de frenada tirando a María Herrera cuando rodaba en 8.ª posición.
En el Circuito de Silverstone, María consiguió clasificarse en 14.ª posición, una de sus mejores posiciones en clasificación hasta el momento. En la salida, en una carrera en lluvia, consiguió colocarse en 7.ª plaza mientras rodaba con los pilotos que se jugaban el Campeonato del Mundo. Según pasaban las vueltas, María hacía soñar a todos con un posible podio tras llegar a colocarse cuarta por delante de Romano Fenati. Herrera sufriría entonces una caída después de que la cúpula se empañase por la condensación del agua, cuando rodaba quinta, en una carrera que estuvo marcada por las malas condiciones, así como por las múltiples caídas.
Tras el paso por el GP de San Marino, donde María consiguió acabar 24.ª, el Mundial volvía a tierras españolas para disputar el Gran Premio de Aragón, lugar donde Herrera debutase como Wild Card en 2013. La toledana se clasificó en el puesto 30.º tras una sanción de tres puestos, remontando en carrera hasta la 13.ª posición, ganando hasta dieciséis posiciones, y consiguiendo así dos nuevos puntos para la clasificación.
Rumbo a Australia, la antepenúltima cita del Campeonato del Mundo, María consiguió clasificarse en 8.º puesto, saliendo finalmente 11.ª tras una sanción. En la carrera, después de una caída y rastreando problemas en la pierna izquierda y sin rotura y un golpe en la cabeza, llegó a colocarse séptima. Finalmente, María Herrera acabó su temporada de debut con una 18.ª plaza en Malasia y un 21.° puesto en Valencia, acabando en la 29.ª plaza con 9 puntos.

### Temporada 2016: Su sueño peligra y nace 'MH6 Team'
Días antes de la pretemporada, María Herrera recibe la noticia de que Laglisse no participará en el Mundial de Moto3 en 2016, por problemas económicos. Junto a la negativa del equipo dirigido por Jaime Fernández Avilés, María perdió el patrocinio de Repsol. Tras negociaciones con distintos equipos, con poco tiempo de reacción, se rumoreó que la toledana había conseguido una moto oficial en el RBA Racing Team. La única opción de María Herrera de continuar en el Mundial pasaba por conseguir medio millón de euros antes del comienzo de la temporada; algo que fue posible gracias a su familia, asegurándose así una KTM oficial en el equipo Factory Laglisse.
Tras un comienzo complicado, consiguiendo solo dos puntos en las cuatro primeras carreras, el equipo Factory Laglisse y el entorno de María decidieron romper el contrato que los unía, dejando a la piloto sin equipo oficial para el resto de la temporada. Fruto del esfuerzo y la pasión, nació el equipo MH6 Team, un equipo en el que Herrera es piloto, empresaria y directora, y que pronto fue apoyado por pilotos como Álvaro Bautista o Marc Márquez.
La temporada continuó su cauce por la pelea de los puntos y un patrocinio sorpresa en el GP de Aragón, donde el equipo AGR Team de Karlos Arguiñano unió fuerzas con la toledana para las últimas carreras de la temporada. Durante el GP de Malasia, Herrera se lesionó y no pudo participar en la última carrera del año, en Valencia, donde cedió su puesto a Raúl Fernández. María acabó clasificada en la 31.ª plaza con 7 puntos.

### Temporada 2017: Rumbo a AGR Team con una KTM
Fruto de la unión entre Arguiñano y Herrera en el GP de Aragón en 2016, el equipo español decidió firmar un contrato con la piloto toledana para participar en el Campeonato del Mundo de Moto3 durante la temporada 2017 con una KTM oficial. La noticia se hizo pública el 9 de noviembre de 2016, durante el GP de Valencia en el que María no pudo participar debido a una lesión.

### Temporada 2018: Salto al Mundial de Supersport 300
En diciembre de 2017, María Herrera confirma que para 2018 da el salto al Mundial de Superbikes en la categoría Supersport 300 con el equipo Yamaha MS Racing pilotando una Yamaha YZF-R3.
De igual forma, participa en el Campeonato de España de Velocidad en la categoría Superstock 600, pilotando una Yamaha del Pastrana Racing Team.

## Palmarés
- 8.ª clasificada en "Cuna de Campeones Minimotos" en 2004
- 7.ª clasificada en "Cuna de Campeones Minimotos" en 2005
- 1.ª mujer clasificada en "World Festival Metrakit" en 2005
- 8.ª clasificada en "Cuna de Campeones Mini GP 70cc" en 2006
- 3.ª clasificada en "Challenge 70cc Madrileño" en 2006
- 8.ª clasificada en "Cuna de Campeones Mini GP 70cc" en 2007
- 1.ª mujer clasificada en "World Festival Metrakit" en 2007
- 1.ª clasificada absoluta en "World Festival Metrakit" en 2007
- 4.ª clasificada en "Cuna de Campeones Mini GP 80XL" en 2008
- 8.ª clasificada en "Cuna de Campeones PreGP 125cc" en 2009
- 2.ª clasificada en "Cuna de Campeones PreGP 125cc" en 2010
- 1.ª clasificada en "Campeonato Mediterráneo de Velocidad Pre-Moto3" en 2011
- 3.ª clasificada en "Campeonato de España de Velocidad Moto3" en 2012
- 4.ª clasificada en "Campeonato de España de Velocidad Moto3" en 2013
- 8.ª clasificada en "FIM CEV Repsol Moto3" en 2014
- 29.ª clasificada en "Campeonato del Mundo de Motociclismo Moto3" en 2015
- 31.ª clasificada en "Campeonato del Mundo de Motociclismo Moto3" en 2016
- 35.ª clasificada en "Campeonato del Mundo de Motociclismo Moto3" en 2017
- 1.ª clasificada en "24 Horas de Catalunya de Motociclismo" en la categoría SSP600 en 2022

## Resultados

### Resultados CMV

#### Por temporada
| Año   | Cat.      | Equipo                    | Carreras | Victorias | Podios | Poles | V. rápidas | Pts. | Pos. |
| ----- | --------- | ------------------------- | -------- | --------- | ------ | ----- | ---------- | ---- | ---- |
| 2011  | Pre-Moto3 | Circuito de Albacete Team | 5        | 3         | 5      | 2     | 2          | 111  | 1.ª  |
| Total | Total     | Total                     | 5        | 3         | 5      | 2     | 2          | 111  |      |

#### Carreras por año
(Carreras en negrita indica pole position, carreras en cursiva indica vuelta rápida)
| Año  | Cat.      | Equipo                    | 1     | 2     | 3     | 4     | 5     | Pts. | Pos. |
| ---- | --------- | ------------------------- | ----- | ----- | ----- | ----- | ----- | ---- | ---- |
| 2011 | Pre-Moto3 | Circuito de Albacete Team | ALC 1 | MON 3 | PAR 2 | ALC 1 | ALB 1 | 111  | 1.ª  |

### Campeonato de España de Velocidad

#### Por temporada
| Año   | Cat.      | Equipo                           | Moto      | Carreras | Victorias | Podios | Poles | V. rápidas | Pts. | Pos. |
| ----- | --------- | -------------------------------- | --------- | -------- | --------- | ------ | ----- | ---------- | ---- | ---- |
| 2012  | Moto3     | Monlau Competición               | Honda     | 6        | 0         | 0      | 0     | 0          | 1    | 30.ª |
| 2013  | Moto3     | Junior Team Estrella Galicia 0,0 | KTM       | 9        | 2         | 3      | 0     | 0          | 102  | 4.ª  |
| 2014  | Moto3     | Junior Team Estrella Galicia 0,0 | Honda     | 11       | 1         | 2      | 0     | 1          | 90   | 8.ª  |
| TOTAL | 2012-2014 | 2012-2014                        | 2012-2014 | 26       | 3         | 5      | 0     | 1          | 193  |      |

#### Carreras por año
(Carreras en negrita indica pole position, carreras en cursiva indica vuelta rápida)
| Año  | Cat.  | Equipo                           | Moto  | 1      | 2      | 3       | 4      | 5       | 6      | 7      | 8     | 9       | 10    | 11      | Pts. | Pos. |
| ---- | ----- | -------------------------------- | ----- | ------ | ------ | ------- | ------ | ------- | ------ | ------ | ----- | ------- | ----- | ------- | ---- | ---- |
| 2012 | Moto3 | Monlau Competición               | Honda | JER 23 | NAV    | ARA Ret | MON 29 | ALB 19  | ALB 15 | VAL 16 |       |         |       |         | 1    | 30.ª |
| 2013 | Moto3 | Junior Team Estrella Galicia 0,0 | KTM   | MON 11 | MON 13 | ARA 1   | ALB 6  | ALB 13  | NAV 1  | VAL 5  | VAL 2 | JER Ret |       |         | 102  | 4.ª  |
| 2014 | Moto3 | Junior Team Estrella Galicia 0,0 | Honda | JER 2  | JER 1  | LMA Ret | ARA 6  | MON Ret | MON 8  | ALB 9  | NAV 7 | ALG Ret | VAL 5 | VAL Ret | 90   | 8.ª  |

### Campeonato del Mundo de Motociclismo
Sistema de puntuación de 1993 hasta 2022:
| Posición | 1.º | 2.º | 3.º | 4.º | 5.º | 6.º | 7.º | 8.º | 9.º | 10.º | 11.º | 12.º | 13.º | 14.º | 15.º |
| Puntos   | 25  | 20  | 16  | 13  | 11  | 10  | 9   | 8   | 7   | 6    | 5    | 4    | 3    | 2    | 1    |

#### Por temporada
| Año                          | Cat.                         | Equipo                           | Moto                         | Carreras | Victorias | Podios | Poles | V. rápidas | Pts. | Pos. |
| ---------------------------- | ---------------------------- | -------------------------------- | ---------------------------- | -------- | --------- | ------ | ----- | ---------- | ---- | ---- |
| 2013                         | Moto3                        | Junior Team Estrella Galicia 0,0 | KTM RC250GP                  | 1        | 0         | 0      | 0     | 0          | 0    | -    |
| 2014                         | Moto3                        | Junior Team Estrella Galicia 0,0 | Honda NSF250RW               | 3        | 0         | 0      | 0     | 0          | 0    | -    |
| 2015                         | Moto3                        | Husqvarna Factory Laglisse       | Husqvarna FR250GP            | 18       | 0         | 0      | 0     | 0          | 9    | 29.ª |
| 2016                         | Moto3                        | MH6 Team                         | KTM RC250GP                  | 16       | 0         | 0      | 0     | 0          | 7    | 31.ª |
| 2017                         | Moto3                        | AGR Team                         | KTM RC250GP                  | 14       | 0         | 0      | 0     | 0          | 1    | 35.ª |
| 2017                         | Moto3                        | Aspar Mahindra                   | Mahindra MGP3O               | 2        | 0         | 0      | 0     | 0          | 1    | 35.ª |
| 2017                         | Moto3                        | Cuna de Campeones                | KTM RC250GP                  | 1        | 0         | 0      | 0     | 0          | 1    | 35.ª |
| 2019                         | MotoE                        | Openbank Ángel Nieto Team        | Energica Ego Corsa           | 6        | 0         | 0      | 0     | 0          | 27   | 14.ª |
| 2020                         | MotoE                        | Openbank Aspar Team              | Energica Ego Corsa           | 7        | 0         | 0      | 0     | 0          | 33   | 17.ª |
| 2021                         | MotoE                        | Openbank Aspar Team              | Energica Ego Corsa           | 7        | 0         | 0      | 0     | 0          | 27   | 15.ª |
| 2022                         | MotoE                        | OpenBank Aspar Team              | Energica Ego Corsa           | 12       | 0         | 0      | 0     | 0          | 21   | 17.ª |
| 2022                         | Moto3                        | Angeluss MTA Team                | KTM                          | 1        | 0         | 0      | 0     | 0          | 0    | 43.ª |
| 2023                         | MotoE                        | Openbank Aspar Team              | Ducati V21L                  | 16       | 0         | 0      | 0     | 0          | 17   | 18.ª |
| Total (2013-2017, 2019-2024) | Total (2013-2017, 2019-2024) | Total (2013-2017, 2019-2024)     | Total (2013-2017, 2019-2024) | 102      | 0         | 0      | 0     | 0          | 136  |      |

#### Carreras por año
(Leyenda)
| Año  | Cat.  | Equipo                           | Moto      | 1       | 2       | 3       | 4       | 5       | 6       | 7       | 8       | 9       | 10      | 11      | 12       | 13      | 14      | 15      | 16      | 17     | 18     | 19  | 20   | Pts. | Pos. |
| ---- | ----- | -------------------------------- | --------- | ------- | ------- | ------- | ------- | ------- | ------- | ------- | ------- | ------- | ------- | ------- | -------- | ------- | ------- | ------- | ------- | ------ | ------ | --- | ---- | ---- | ---- |
| 2013 | Moto3 | Junior Team Estrella Galicia 0,0 | KTM       | QAT     | AME     | ESP     | FRA     | ITA     | CAT     | NED     | ALE     | IND     | CZE     | GBR     | RSM      | ARA 29  | MAL     | AUS     | JAP     | VAL    |        | 0   | -    |      |      |
| 2014 | Moto3 | Junior Team Estrella Galicia 0,0 | Honda     | QAT     | AME     | ARG     | ESP 17  | FRA     | ITA     | CAT Ret | NED     | ALE     | IND     | CZE     | GBR      | RSM     | ARA     | JAP     | AUS     | MAL    | VAL 27 | 0   | -    |      |      |
| 2015 | Moto3 | Husqvarna Factory Laglisse       | Husqvarna | QAT 22  | AME 17  | ARG Ret | ESP Ret | FRA 19  | ITA 21  | CAT 15  | NED Ret | ALE Ret | IND 24  | CZE 23  | GBR Ret  | RSM 24  | ARA 13  | JAP 26  | AUS 11  | MAL 18 | VAL 21 | 9   | 29.ª |      |      |
| 2016 | Moto3 | MH6 Team                         | KTM       | QAT 16  | ARG 14  | AME 23  | ESP 19  | FRA 21  | ITA 21  | CAT Ret | NED 14  | ALE DNS | AUT 14  | CZE 19  | GBR 26   | RSM Ret | ARA 28  | JAP 23  | AUS 15  | MAL NC | VAL    | 7   | 31.ª |      |      |
| 2017 | Moto3 | AGR Racing                       | KTM       | QAT 21  | ARG 15  | AME 22  | ESP 24  | FRA 20  | ITA 26  | CAT 26  | NED 20  | ALE 26  | CZE Ret | AUT 22  | GBR 26   | RSM DNS | ARA DNS | JAP     |         |        |        | 1   | 35.ª |      |      |
| 2017 | Moto3 | Aspar Mahindra                   | Mahindra  |         |         |         |         |         |         |         |         |         |         |         |          |         |         |         | AUS 19  | MAL 24 |        | 1   | 35.ª |      |      |
| 2017 | Moto3 | Cuna de Campeones                | KTM       |         |         |         |         |         |         |         |         |         |         |         |          |         |         |         |         |        | VAL 26 | 1   | 35.ª |      |      |
| 2019 | MotoE | Openbank Ángel Nieto Team        | Energica  | GER 16  | AUT 16  | RSM 6   | RSM 5   | VAL 14  | VAL 12  |         |         |         |         |         |          |         |         |         |         |        |        | 27  | 14.ª |      |      |
| 2020 | MotoE | Openbank Aspar Team              | Energica  | SPA 15  | AND 11  | RSM 15  | EMI 11  | EMI 11  | FRA 7   | FRA 9   |         |         |         |         |          |         |         |         |         |        |        | 33  | 17.ª |      |      |
| 2021 | MotoE | Openbank Aspar Team              | Energica  | SPA 9   | FRA 10  | CAT 11  | NED 15  | AUT 17  | RSM 13  | RSM 11  |         |         |         |         |          |         |         |         |         |        |        | 27  | 15.ª |      |      |
| 2022 | MotoE | Openbank Aspar Team              | Energica  | SPA1 15 | SPA2 14 | FRA1 14 | FRA2 15 | ITA1 16 | ITA2 15 | NED1 15 | NED2 8  | AUT1 11 | AUT2 14 | RSM1 14 | RSM2 Ret |         |         |         |         |        |        |     |      | 21   | 17.ª |
| 2022 | Moto3 | Angeluss MTA Team                | KTM       | QAT     | INA     | ARG     | AME     | POR     | SPA     | FRA     | ITA     | CAT     | GER     | NED     | GBR      | AUT     | RSM     | ARA 27  | JPN     | THA    | AUS    | MAL | VAL  | 0    | 43.ª |
| 2023 | MotoE | Openbank Aspar Team              | Ducati    | FRA1 12 | FRA2 15 | ITA1 17 | ITA2 14 | GER1 15 | GER2 18 | NED1 18 | NED2 15 | GBR1 15 | GBR2 13 | AUT1 15 | AUT2 18  | CAT1 16 | CAT2 16 | RSM1 13 | RSM2 16 |        |        |     |      | 17   | 18.ª |

### Campeonato Mundial de Supersport 300

#### Por temporada
| Temp. | Moto          | Equipo               | Carreras | Victorias | Podios | Poles | V.Ráp. | Pts. | Pos. |
| ----- | ------------- | -------------------- | -------- | --------- | ------ | ----- | ------ | ---- | ---- |
| 2018  | Yamaha YZF-R3 | BCD Yamaha MS Racing | 8        | 0         | 0      | 0     | 1      | 45   | 13.º |
| Total |               |                      | 8        | 0         | 0      | 0     | 1      | 45   |      |

#### Carreras por año
(Leyenda)
| Año  | Equipo | 1      | 2      | 3     | 4      | 5     | 6     | 7       | 8     | Pts. | Pos. |
| ---- | ------ | ------ | ------ | ----- | ------ | ----- | ----- | ------- | ----- | ---- | ---- |
| 2018 | Yamaha | SPA 17 | NED 10 | ITA 7 | GBR 18 | CZE 9 | ITA 6 | POR Ret | FRA 4 | 45   | 13.º |

## Condecoraciones

### Premio al Deporte en los XI Premios de la Cadena SER
El 19 de diciembre de 2013, la Cadena SER de Talavera le otorgó a María Herrera el Premio al Deporte en la XI Gala de premios de la cadena de radio. El premio se le otorgó al ser la primera mujer en la historia en ganar una carrera de motociclismo (Navarra y Aragón) en la categoría de Moto3 del CEV.

### Embajadora Plan Castilla-La Mancha +Activa
El 16 de julio de 2014, el consejero de educación, cultura y deportes del gobierno de Castilla-La Mancha, d. Marcial Martín Hellín, expidió un escrito oficial en el que acredita como embajadora del Plan Castilla-La Mancha +Activa, cuyo objetivo principal es el fomento de hábitos y estilos de vida activos y saludables entre la población de la región, a la piloto María Herrera por la transmisión de los valores de esfuerzo, empeño, responsabilidad y competitividad de un deportista de alto nivel.

### Medalla de Oro al Mérito Deportivo
El 22 de octubre de 2014, la Consejería de Educación, Cultura y Deportes publicó la resolución por la que se concedían los premios y distinciones al Mérito Deportivo en Castilla-La Mancha, correspondientes a 2013, donde se le entregaba a la piloto de motociclismo María Herrera, la medalla de oro al mérito deportivo.